# Mistrzostwa Czechosłowacji w piłce siatkowej mężczyzn
Mistrzostwa Czechosłowacji w piłce siatkowej mężczyzn – cykliczne siatkarskie rozgrywki ligowe mężczyzn w Czechosłowacji. Odbywały się corocznie począwszy od sezonu 1923/1924 aż do 1991/1992, kiedy Czechosłowacja podzieliła się na Słowację i Republikę Czeską.

## Triumfatorzy
| Rok  | Mistrz                  |
| ---- | ----------------------- |
| 1924 | Strakova Akademie Praga |
| 1925 | VVK Praga               |
| 1926 | VVK Praga               |
| 1927 | Strakova Akademie Praga |
| 1928 | Strakova Akademie Praga |
| 1929 | Sokol Kromieryż         |
| 1930 | Strakova Akademie Praga |
| 1931 | Strakova Akademie Praga |
| 1932 | Sokol Kromieryż         |
| 1933 | VŠ Marathon Praha       |
| 1934 | VOS Praga               |
| 1935 | Sokol Pilzno            |
| 1936 | Sokol Kromieryż         |
| 1937 | Sokol Vysočany          |
| 1938 | Sokol Vysočany          |
| 1939 | Sokol Pardubice         |
| 1940 | SK Philips Praga        |
| 1941 | SK Philips Praga        |
| 1942 | SK Viktorie Pilzno      |
| 1943 | SK Philips Praga        |
| 1944 | SK Pardubice            |
| 1945 | SK Philips Praga        |
| 1946 | SK Brno Židenice        |

| Rok  | Mistrz               |
| ---- | -------------------- |
| 1947 | SSK Život Praga      |
| 1948 | Sokol Kolín          |
| 1949 | Sokol Kolín          |
| 1950 | ATK Praha            |
| 1951 | ATK Praha            |
| 1952 | ATK Praha            |
| 1953 | ÚDA Praha            |
| 1954 | ÚDA Praha            |
| 1955 | ÚDA Praha            |
| 1956 | Slavia Praga         |
| 1957 | Slavia Praga         |
| 1958 | Slavia Praga         |
| 1959 | Slavia Praga         |
| 1960 | Dukla Kolín          |
| 1961 | Dukla Kolín          |
| 1962 | Lokomotiva Praga     |
| 1963 | Dukla Kolín          |
| 1964 | Slavia Praga         |
| 1965 | Spartak ZJŠ Brno     |
| 1966 | Rudá Hvězda Praha    |
| 1967 | Spartak ZJŠ Brno     |
| 1968 | VSKG Ostrava         |
| 1969 | Zetor Zbrojovka Brno |

| Rok  | Mistrz               |
| ---- | -------------------- |
| 1970 | Zetor Zbrojovka Brno |
| 1971 | Zetor Zbrojovka Brno |
| 1972 | Rudá Hvězda Praha    |
| 1973 | Dukla Liberec        |
| 1974 | Zetor Zbrojovka Brno |
| 1975 | Dukla Liberec        |
| 1976 | Dukla Liberec        |
| 1977 | Aero Odolena Voda    |
| 1978 | ČH Bratysława        |
| 1979 | ČH Bratysława        |
| 1980 | Dukla Liberec        |
| 1981 | ČH Bratysława        |
| 1982 | Rudá Hvězda Praha    |
| 1983 | Dukla Liberec        |
| 1984 | Rudá Hvězda Praha    |
| 1985 | Rudá Hvězda Praha    |
| 1986 | Rudá Hvězda Praha    |
| 1987 | Aero Odolena Voda    |
| 1988 | Aero Odolena Voda    |
| 1989 | Rudá Hvězda Praga    |
| 1990 | Zetor Zbrojovka Brno |
| 1991 | PSK Olymp Praha      |
| 1992 | PSK Olymp Praha      |

## Statystyki zwycięstw
| Klub                       | Mistrzostwa                                              |
| -------------------------- | -------------------------------------------------------- |
| Rudá hvězda / Olymp Praha  | 9 (1966, 1972, 1982, 1984, 1985, 1986, 1989, 1991, 1992) |
| Spartak / Zbrojovka Brno   | 7 (1965, 1967, 1969, 1970, 1971, 1974, 1990)             |
| Dukla Liberec              | 5 (1973, 1975, 1976, 1980, 1983)                         |
| Slavia Praga               | 5 (1956, 1957, 1958, 1959, 1964)                         |
| Sokol / Dukla Kolín        | 5 (1948, 1949, 1960, 1961, 1963)                         |
| VŠ Strakova akademie Praga | 5 (1924, 1927, 1928, 1930, 1931)                         |
| SK Philips Praga           | 4 (1940, 1941, 1943, 1945)                               |
| Aero Odolena Voda          | 3 (1977, 1987, 1988)                                     |
| ČH Bratysława              | 3 (1978, 1979, 1981)                                     |
| ÚDA Praha                  | 3 (1953, 1954, 1955)                                     |
| ATK Praha                  | 3 (1950, 1951, 1952)                                     |
| Sokol Kromieryż            | 3 (1929, 1932, 1936)                                     |
| Sokol / SK Pardubice       | 2 (1939, 1944)                                           |
| Sokol / SK Viktorie Pilzno | 2 (1935, 1942)                                           |
| Sokol Vysočany             | 2 (1937, 1938)                                           |
| VVK Praga                  | 2 (1925, 1926)                                           |
| VSKG Ostrava               | 1 (1968)                                                 |
| Lokomotiva Praga           | 1 (1962)                                                 |
| SSK Život Praga            | 1 (1947)                                                 |
| SK Brno Židenice           | 1 (1946)                                                 |
| VOS Praga                  | 1 (1934)                                                 |
| VŠ Marathon Praga          | 1 (1933)                                                 |